# 화순향교 대성전
화순향교 대성전(和順鄕校 大成殿)은 대한민국 전라남도 화순군 화순읍 교리에 있는 건축물이다. 1976년 9월 30일 전라남도의 유형문화재 제63호로 지정되었다.

## 개요
화순향교는 훌륭한 유학자들의 위패를 모시고 제사지내며 지방백성의 교육과 교화를 담당하기 위해 세워진 것으로 조선 세종 15년(1433)에 처음 지어진 후, 여러 차례에 걸쳐 부분적인 공사가 있었다.
약간 높은 언덕에 자리잡고 있으며, 일반적인 향교의 건물 배치처럼 강당인 명륜당이 앞에 있고 제사 공간인 대성전이 뒤에 있는 전학후묘의 형식을 보이고 있다. 대성전은 공자를 비롯한 중국과 우리나라 성현의 위패를 모시고 제사지내는 건물이다. 지붕 처마를 받치면서 장식을 겸하는 공포가 기둥 위에만 놓인 주심포 양식의 건물로, 지붕 옆면이 사람 인(人)자 모양인 맞배지붕집이다. 건물자체는 보존상태가 비교적 좋으나 기단의 일부가 시멘트로 메워져 있는 것이 흠이다.
조선시대에는 국가에서 토지와 노비·책 등을 지급받아 학생들을 가르쳤으나，갑오개혁(1894) 이후 교육기능은 없어지고 제사기능만 남아있다.

## 참고 자료
- 화순향교대성전 - 국가유산청 국가유산포털